# SN 1989ac
SN 1989ac – supernowa odkryta 31 sierpnia 1989 roku w galaktyce UGC 1867. W momencie odkrycia miała maksymalną jasność 17,50m.